# Nationalkathedrale Bukarest

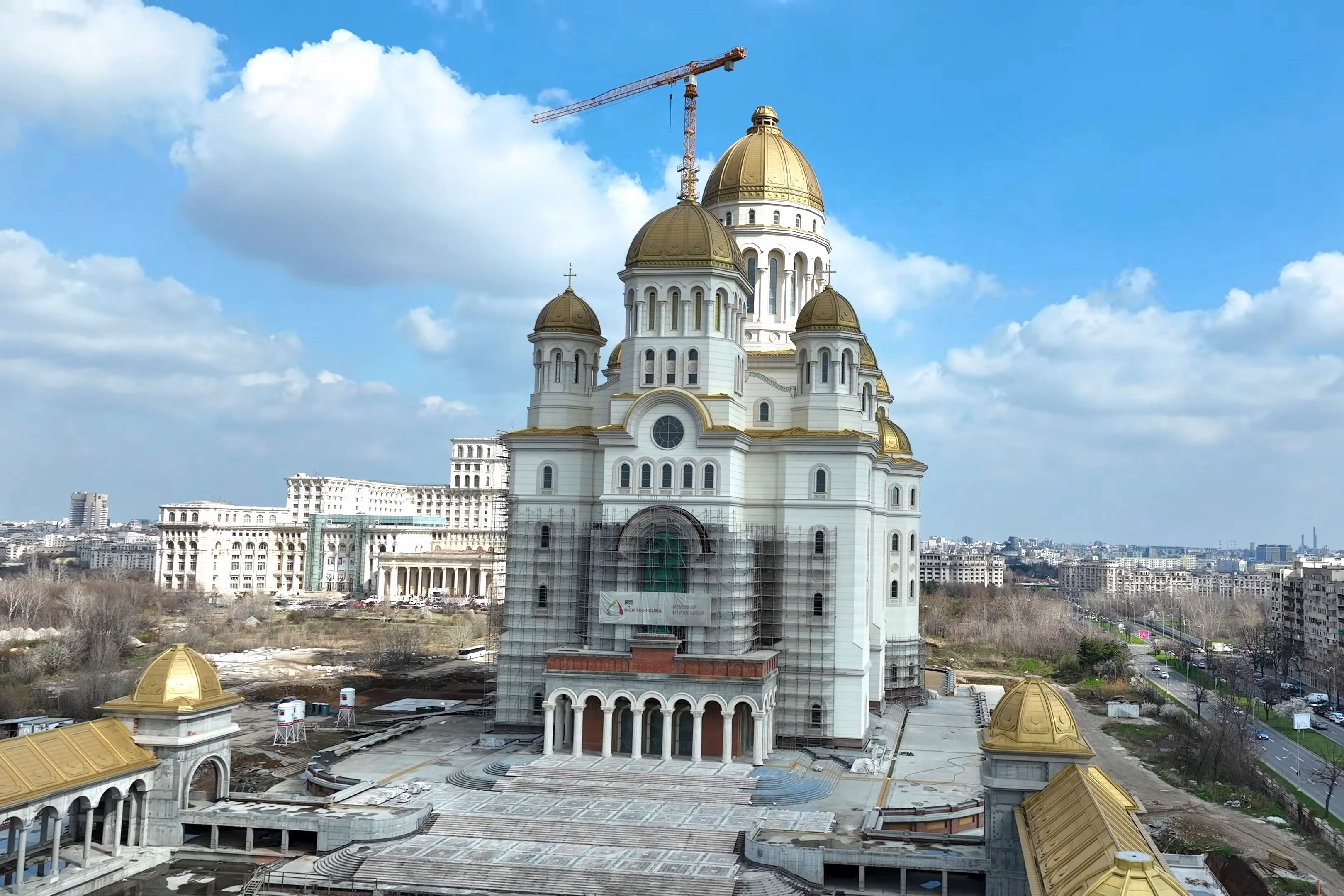
Baufortschritt der Nationalkathedrale im März 2024

Die Nationalkathedrale (rumänisch Catedrala Națională), auch bekannt als Kathedrale der Erlösung des Volkes (rumänisch Catedrala Mântuirii Neamului) ist ein Kirchengebäude der Rumänisch-Orthodoxen Kirche in Bukarest. Sie ist das höchste und größte orthodoxe Kirchengebäude der Welt.

## Geschichte

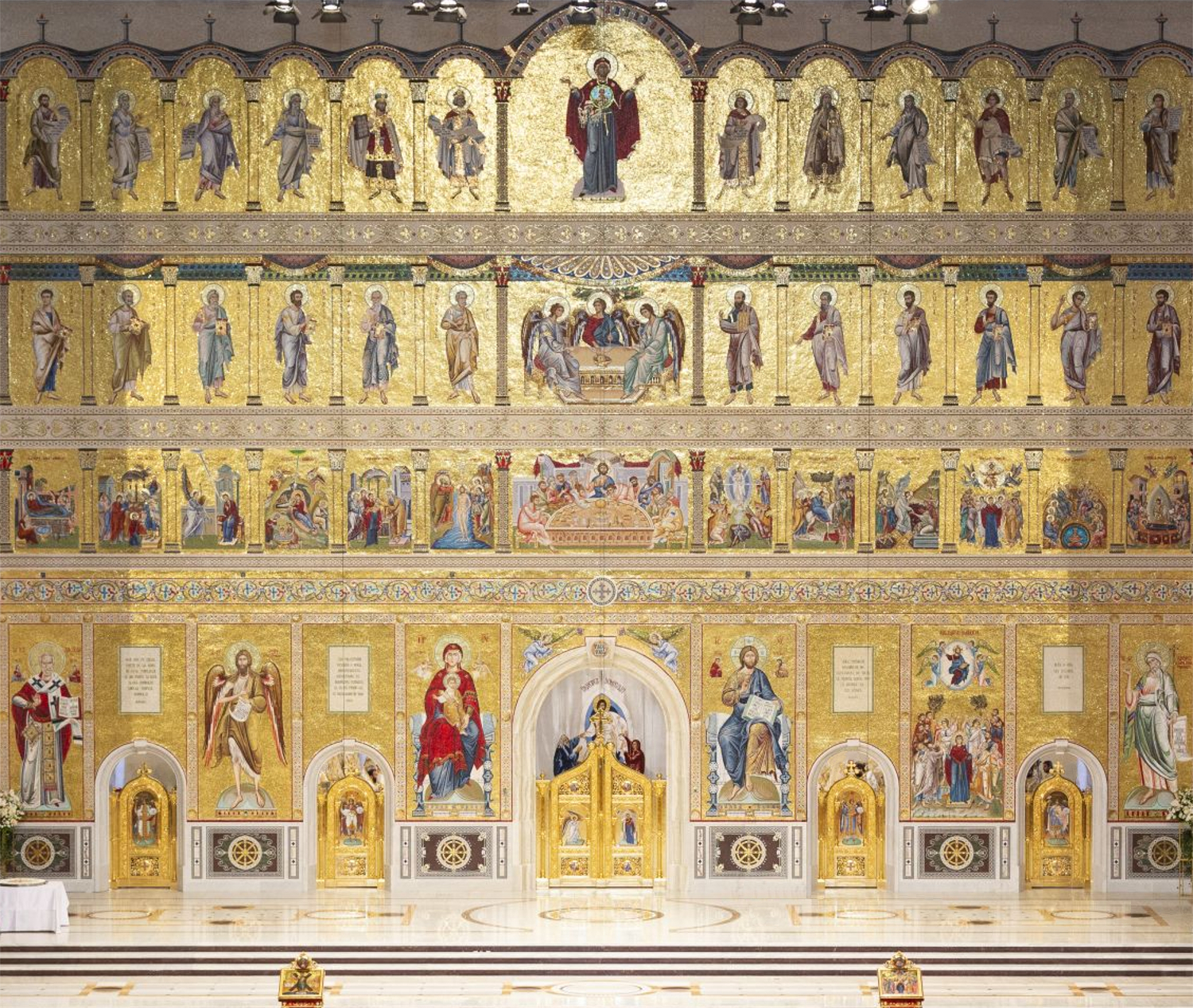
Ikonostase der Nationalkathedrale

Die Idee zum Bau einer Kathedrale der Erlösung des Volkes stammte vom verstorbenen Patriarchen Teoctist I. und wird von seinem Nachfolger Daniel weiterverfolgt. Die Nationalkathedrale soll die lediglich 500 Personen Platz bietende und damit zu klein gewordene St.-Konstantin-und-Helena-Kathedrale als Patriarchalkirche ersetzen und ein „Symbol der rumänischen Seele“ werden. Das Gebäude entsteht im historistischen Stil der neobyzantinischen Architektur.
Der Neubau mit 120 m Länge, 70 m Breite und 127 m Höhe bietet 5.000 Menschen Platz und ist damit die größte orthodoxe Kirche weltweit, obgleich der Dom des Heiligen Sava in Belgrad, die bislang größte orthodoxe Kirche weltweit, bis zu 12.000 Gläubige aufnehmen kann. Darüber hinaus beansprucht sie zahlreiche andere Superlative – wie größte Ikonostase Rumäniens, größte freischwingende Glocke in einer Kirche, größte Mosaiksammlung der Welt – für sich, die zum Teil aber erst mit der endgültigen Fertigstellung erreicht werden. Auf dem Vorplatz der Bukarester Kathedrale werden sich weitere Gläubige aufhalten können. Der Baukomplex umfasst außerdem unter anderem zwei Mehrzweckhallen für je 1000 Personen, zwei Pilgerherbergen sowie eine Suppenküche. Die Finanzierung des Projekts wird vom Patriarchat übernommen, jedoch mit Kofinanzierung durch Großspender und den rumänischen Staat.
Die Kathedrale steht auf dem Gelände des Izvor-Parks in unmittelbarer Nähe des Parlamentspalastes. Hier befand sich zuvor das Kloster Mihai Vodă. Die Bauarbeiten begannen am 3. September 2010 mit der Segnung des Grundstücks durch Patriarch Daniel. Die Fertigstellung war für Ende 2018 geplant. Am 25. November 2018 wurde die Kathedrale offiziell durch Patriarch Daniel geweiht. Die Baukosten von 2010 bis 2018 betrugen bislang rund 110 Millionen Euro, davon finanziert der Staat rund 75 Prozent. Das Großprojekt ist in Teilen der rumänischen Öffentlichkeit umstritten.

## Glocken

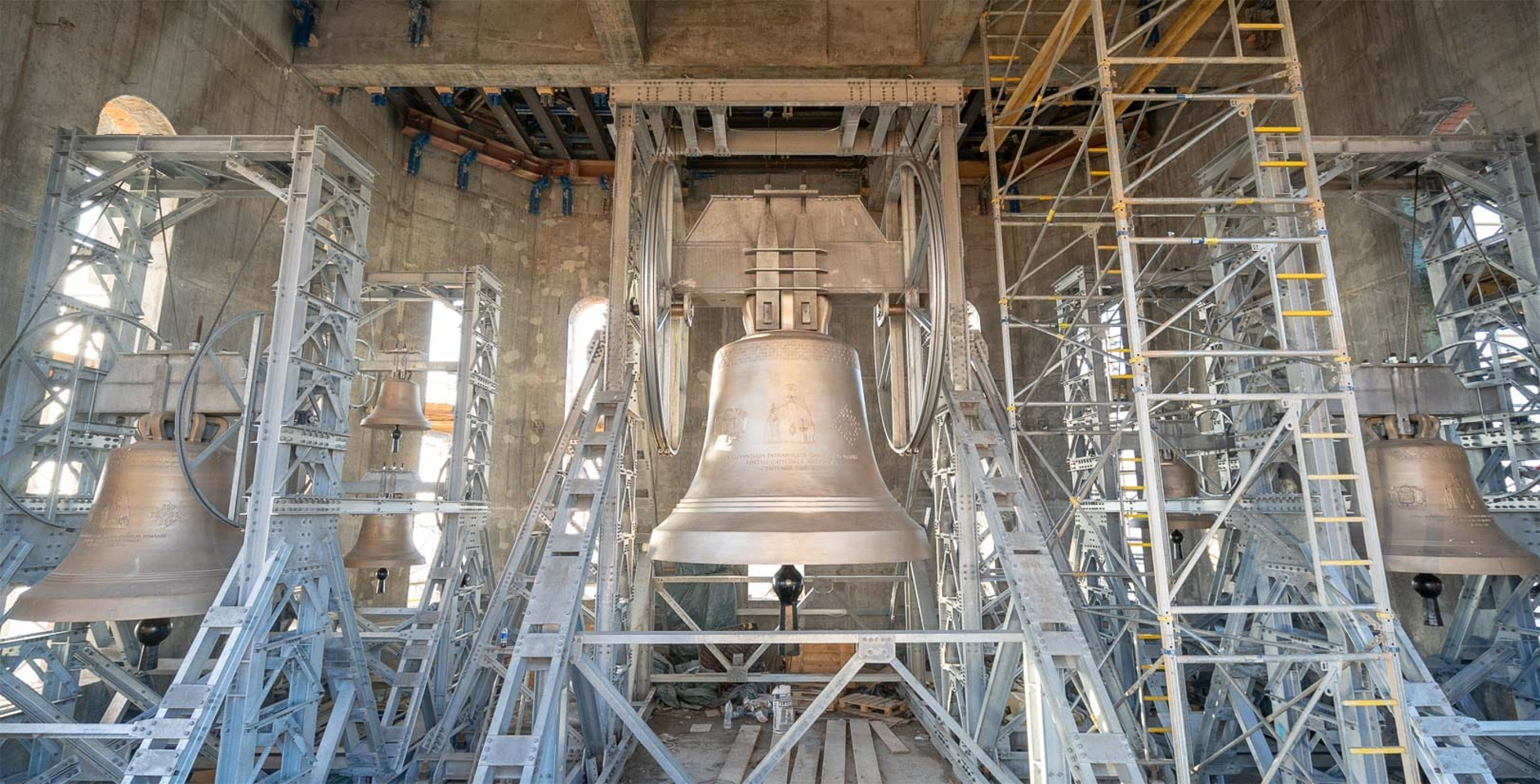
Glockenstuhl und Glocken

Die Kathedrale erhält ein Monumentalgeläut aus sechs Glocken, darunter eine mit über 25 Tonnen Gewicht. Sie wurde am 11. November 2016 von der Glockengießerei Grassmayr gegossen, der Klöppel dazu stammt von der Edelstahlschmiede Rosswag; die anderen Glocken folgten am 21. April 2017. Das sechsstimmige Geläut wiegt 32.234 kg. Die Hauptglocke gilt als die größte freischwingende Glocke der Welt, die in einem Kirchengebäude untergebracht ist.
| Glocke | Durchmesser | Masse     | Schlagton |
| ------ | ----------- | --------- | --------- |
| 1      | 3355 mm     | 25.190 kg | c0        |
| 2      | 1695 mm     | 03.296 kg | c1        |
| 3      | 1361 mm     | 01.685 kg | e1        |
| 4      | 1127 mm     | 00.933 kg | g1        |
| 5      | 1033 mm     | 00.709 kg | a1        |
| 6      | 0875 mm     | 00.430 kg | c2        |